# Комсомольская площадь (Салават)
Комсомольская площадь — одна из первых площадей Салавата. Находится на пересечении улицы Горького и Первомайской улицы.

## История
Застройка площади началась в 1950-х годах.
Площадь застроена в основном кирпичными 2-3-этажными домами.
В 50-е годы на площади проводились парады и демонстрации трудящихся, возводились временные деревянные трибуны.
Зимой заливались горки в виде головы Руслана, Емели на печке (русская народная сказка «По щучьему велению»), ставилась ёлка. В здании краеведческого музей работал кинотеатр Родина, позже — молодёжный клуб «Ровесник».
Летом во время городских праздников на здание детской библиотеки с красной крышей вешался большой экран и показывали бесплатно кинофильмы.

В праздничные дни площадь становилась местом народных гуляний, танцплощадкой, кинозалом.

## Транспорт
По Комсомольской площади ходят маршрутные такси и автобусы автоколонны № 1375 и иных коммерческих перевозчиков:
- № 1
- № 5
- № 6
- Профессионально-техническое училище № 19

## Примечательные здания и сооружения
- Краеведческий музей
- Детская библиотека
- Парк им. А. М. Горького

### Памятники
- Памятная стела в честь награждения комсомола Салавата ореном Трудового Красного Знамени.